# ناحیه ماریهان
ناحیه ماریهان زیرمجموعه جزایر الند و یکی از ناحیه‌ها در فنلاند از سال ۲۰۰۹ است.

## شهرداری‌ها
| نشان ملی               | شهرداری       |
| ---------------------- | ------------- |
| Maarianhaminan vaakuna | ماریهان (شهر) |